# Phragmidium ivesiae
Phragmidium ivesiae är en svampart som beskrevs av Syd. & P. Syd. 1903. Phragmidium ivesiae ingår i släktet Phragmidium och familjen Phragmidiaceae.   Inga underarter finns listade i Catalogue of Life.